# Verordnung über nationale Verpflichtungen zur Reduktion der Emissionen bestimmter Luftschadstoffe
Die Verordnung über nationale Verpflichtungen zur Reduktion der Emissionen bestimmter Luftschadstoffe (43. BImSchV) ist eine Rechtsverordnung zum Bundes-Immissionsschutzgesetz. Sie dient der Umsetzung der Richtlinie (EU) 2016/2284 des Europäischen Parlaments und des Rates vom 14. Dezember 2016 über die Reduktion der nationalen Emissionen bestimmter Luftschadstoffe, zur Änderung der Richtlinie 2003/35/EG und zur Aufhebung der Richtlinie 2001/81/EG (Text von Bedeutung für den EWR). Sie legt den Inhalt für das nationale Luftreinhalteprogramm fest, das von der Bundesregierung erstellt wird, regelt die Beteiligung der Öffentlichkeit, die Erstellung des nationalen Emissionsinventars, den Umfang der nationalen Emissionsprognose sowie des informativen Inventarberichts.